# Donna Noble
Donna Noble är en fiktiv karaktär i den brittiska tv-serien Doctor Who. Rollfiguren spelas av skådespelerskan och komikern Catherine Tate.
Hon dyker upp för första gången i julspecialen The Runaway Bride där hon ska precis gifta sig och sekunden senare finner sig ha transporterats ombord Doktorns TARDIS. I slutet av avsnittet väljer hon att inte följa med honom då hon tillfrågas.
Donna återvänder i säsong fyra då det visar sig att hon ångrar att hon inte följde med och har aktivt letat efter Doktorn. Då hon undersöker ett nytt mirakulöst bantningspiller och dess företag Adipose Industries springer hon på Doktorn igen och hjälper honom, och i slutändan följer även med honom.
Hon är med i hela säsong fyra där hon bland annat får träffa författarinnan Agatha Christie, vara i Pompeji då Vesuvius exploderar samt träffar Doktorns forne följeslagare Martha Jones och Rose Tyler. I slutet av säsongen räddar hon alla universum som finns från att förgöras av Dalekernas skapare Davros. Hon gör dock detta tack vare att hon har Doktorns all kunskap överförd till hennes hjärna. I slutet måste dock Doktorn radera alla hennes minnen av honom för att rädda henne och lämnar henne hem.